# Herbert Leupold
Herbert Leupold   (Walim, 20 de juny de 1908 - krai de Krasnodar, 22 de desembre de 1942) va ser un esquiador de fons alemany que va competir durant la dècada de 1930.
El 1936 va prendre part en els Jocs Olímpics d'Hivern de Garmisch-Partenkirchen, on fou sisè en la cursa dels 4x10 quilòmetres del programa d'esquí de fons. En aquests mateixos Jocs va disputar la prova de demostració de patrulla militar, precursora del biatló.
En el seu palmarès destaca una medalla de plata al Campionat del Món d'esquí nòrdic de 1934 i els campionats nacionals d'esquí de fons de 50 quilòmetres de 1936, 1937 i 1939.
Morí al camp de batalla durant la Segona Guerra Mundial.